# Dominicas de Bohemia
La Congregación Checa de Santo Domingo (oficialmente en checo: Česká Kongregace Sester Dominikánek), antiguamente Congregación Dominica de la Beata Zdislava, es una congregación religiosa católica femenina, de vida apostólica y de derecho pontificio, fundada en 1889 a partir de la unión de varios monasterios dominicos de Bohemia. A las religiosas de este instituto se les conoce como Dominicas de Bohemia y posponen a sus nombres las siglas O.P..

## Historia
La congregación fue fundada en 1889, a partir de la unión de varios monasterios de terciarias dominicas de Bohemia (hoy parte de la República Checa), bajo la casa madre de Olomouc. Nombrando como primera priora general a la religiosa Marie Jindrová. La Segunda Guerra Mundial y la invasión nazi de Bohemia, provocó la casi extinción del instituto.
La congregación checa fue agregada a la Orden de Predicadores el 4 de febrero de 1908, aprobada como congregación de derecho diocesano en 1889, por el arzobispo Théodore Kohn, de la arquidiócesis de Olomouc y recibió la aprobación pontificia de parte del papa Pío XII, el 24 de enero de 1944.
Entre las religiosas del instituto destacan Marie Jindrová, primera madre general, considerada fundadora de la congregación; Marie Filomena Dolanská, religiosa checa torturada y asesinada en el campo de concentración de Ravensbrück; y Gabriela Ivana Vlkova, primera mujer al estar al frente de una facultad de teología en República Checa.

## Organización
La Congregación Checa de Santo Domingo es un instituto religioso de derecho pontificio, internacional y centralizado, cuyo gobierno es ejercido por una priora general, es miembro de la Familia dominica y su sede central se encuentra en Brno (República Checa).
Las dominicas de Bohemia se dedican a la educación y formación cristiana de la juventud y a la atención de los enfermos. En 2017, el instituto contaba con 57 religiosas y 7 comunidades, presentes únicamente en República Checa.